# Néal
Der Néal ist ein Fluss in Frankreich, der in der Region Bretagne verläuft. Er entspringt unter dem Namen Ruisseau du Moulin du Bouvet im Gemeindegebiet von Miniac-sous-Bécherel, entwässert in einem Bogen von Südwest über West nach Nordwest und mündet nach rund 21 Kilometern an der Gemeindegrenze von Plouasne und Guitté im Rückstau der Barrage de Rophemel als rechter Nebenfluss in die Rance. Auf seinem Weg durchquert der Néal die Départements Ille-et-Vilaine und Côtes-d’Armor.

## Orte am Fluss
(Reihenfolge in Fließrichtung)
- Irodouër
- Landujan